# Apple A10X
L'Apple A10X Fusion è un 64-bit ARM-based System on a chip (SoC) progettato da Apple Inc. e prodotto da TSMC. È apparso per la prima volta nell'iPad Pro da 10,5" e nell'iPad Pro da 12,9" di seconda generazione, entrambi annunciati il 5 giugno 2017.
L'A10X è hexa-core (3 × Hurricane + 3 × Zephyr), variante dell'A10, e Apple afferma di avere una CPU più veloce del 30% prestazioni e prestazioni GPU del 40% più veloci rispetto al suo predecessore, l'A9X.

## Dispositivi predisposti
- iPad Pro (2017) 10,5 e 12,9 pollici di 2ª generazione
- Apple TV 4K (2019, 5ª generazione)